# Grupo 20 de Astronautas da NASA

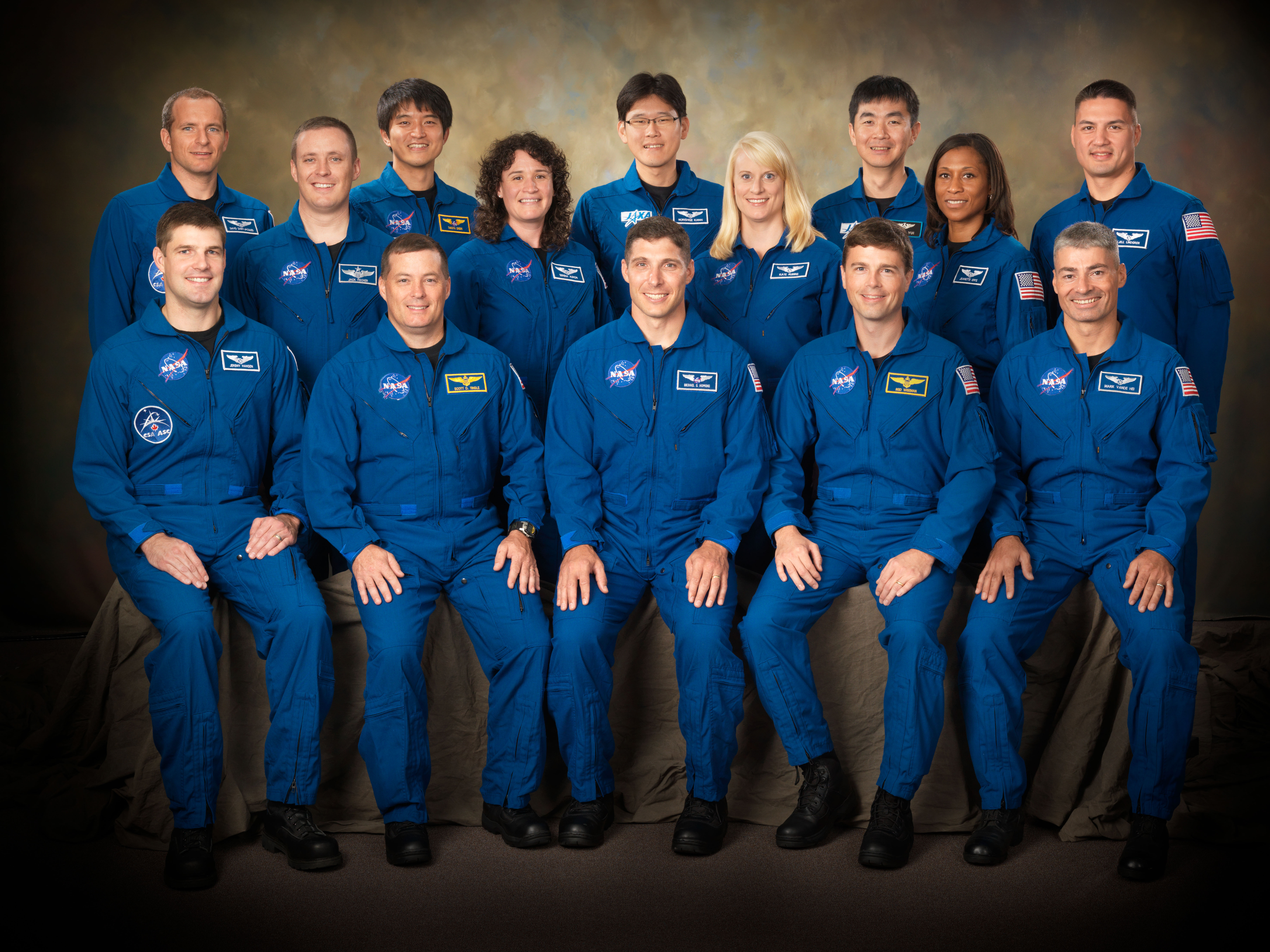
Primeira fila, da esquerda para a direita: Jeremy Hansen, Scott D. Tingle, Michael S. Hopkins, Gregory R. (Reid) Wiseman e Mark T. Vande Hei.
Linha do meio, da esquerda para a direita: Jack D. Fischer, Serena M. Auñón, Kathleen (Kate) Rubins e Jeanette J. Epps.
Na fila de trás, da esquerda para a direita: David Saint-Jacques, Takuya Onishi, Norishige Kanai, Kimiya Yui e N. Kjell Lindgren.

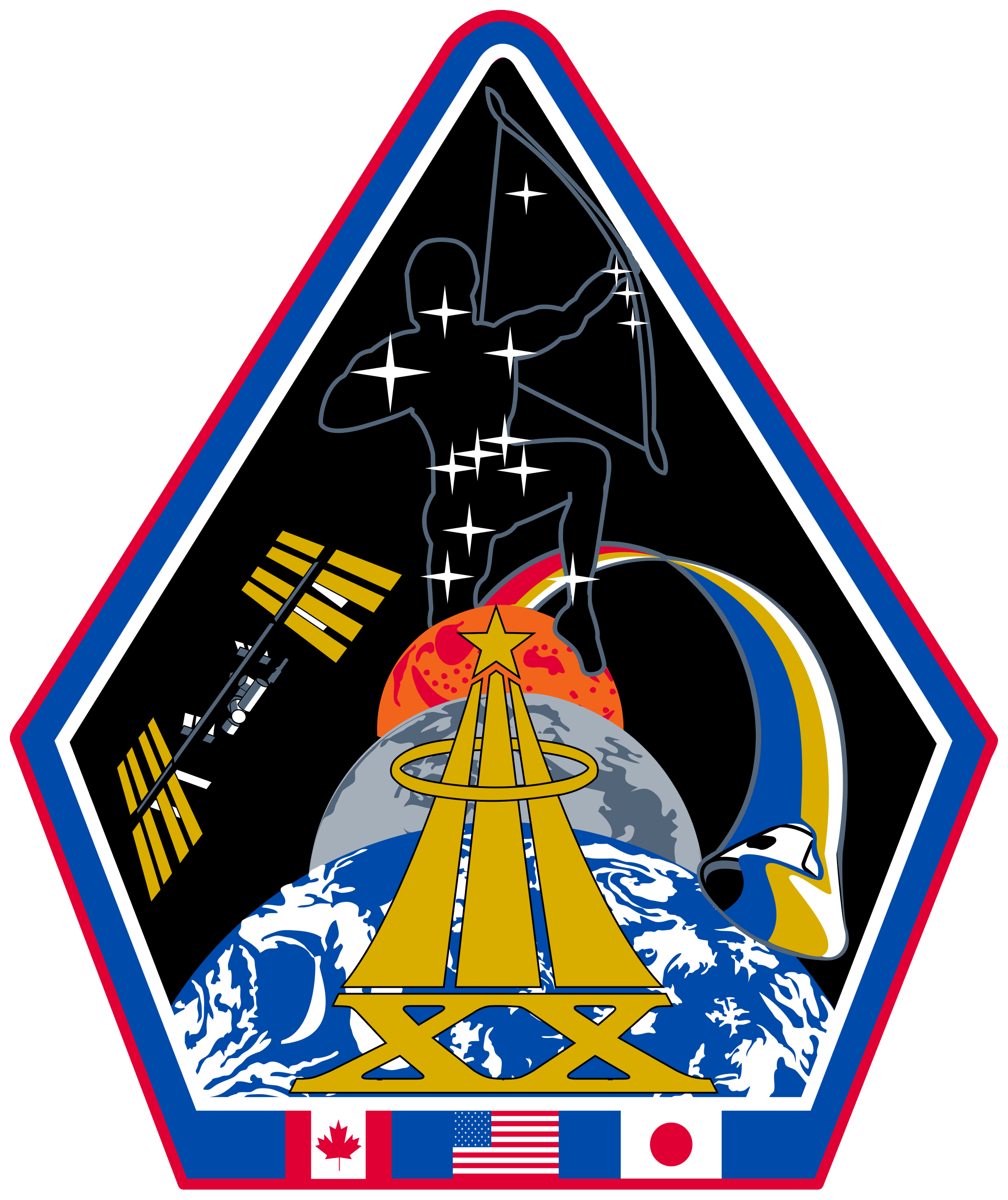
Logo do grupo

Grupo 20 de Astronautas da NASA (The Chumps)viu a formação de nove especialistas da missão , e cinco especialistas de missão internacionais que treinaram na NASA para se tornarem astronautas.

## Especialistas de Missão
- Serena M. Auñón[2]
  - Engenheira de voo: Expedição 56/57
- Jeanette J. Epps[2]
- Jack D. Fischer[2]
  - Engenheiro de voo: Expedição 52/53
- Michael Hopkins[2]
  - Engenheiro de voo: Expedição 37/38
  - Futuro voo: Primeiro voo operacional da Dragon V2
- Kjell Lindgren[2]
  - Engenheiro de voo: Expedição 44/45
- Kathleen Rubins[2]
  - Engenheira de voo: Expedição 48/49
- Scott Tingle[2]
  - Engenheiro de voo: Expedição 54/55
- Mark Vande Hei[2]
  - Engenheiro de voo: Expedição 53/54
- Gregory Reid Wiseman[2]
  - Engenheiro de voo: Expedição 40/41

## Especialistas de Missão Internacionais
- Jeremy Hansen, Canadá[3]
- Norishige Kanai, Japão
  - Engenheiro de voo: Expedição 54/55
- Takuya Onishi, Japão
  - Engenheiro de voo: Expedição 48/49
- David Saint-Jacques, Canadá[3]
  - Engenheiro de voo: Expedição 58/59
- Kimiya Yui, Japão
  - Engenheiro de voo: Expedição 44/45